# Glükokortikoidok
A glükokortikoidok a kortikoszteroidok, azon belül pedig a szteroidhormonok osztályába tartoznak. A glükokortikoidok a glükokortikoid-receptorhoz (GR) kötődnek, mely minden gerinces sejtjében megtalálható. A glükokortikoid név (glükóz + cortex + szteroid) utal szerepére a glükózanyagcserében, a mellékvesekéregben történő szintézisére, illetve szteroid szerkezetére. Szinonimája a glukokortikoid és a glükokortikoszteroid.
A glükokortikoidok részei az immunrendszer negatív visszacsatolásának, így csökkentenek bizonyos immunfunkciókat, többek között a gyulladást. Ezért az orvostudományban gyakran alkalmazzák az immunrendszer túlműködése okozta kórképek (például allergiák, asztma, autoimmun betegségek, szepszis) kezelésére. Beleavatkozik a tumorsejtekben zajló abnormális folyamatokba, így nagy dózisban daganatok kezelésére is használják. Limfómák és leukémiák esetén a limfocita-proliferáció gátlására, egyéb esetekben pedig a kemoterapeutikumok mellékhatásainak csökkentésére.
A glükokortikoidok a glükokortikoid-receptorhoz (GR) kötődve fejtik ki hatásukat. Az aktivált GR-komplex a sejtmagban fokozza a gyulladásellenes fehérjék expresszióját (transzaktiváció), és csökkenti a gyulladásos fehérjék expresszióját (transzrepresszió).
A glükokortikoidokat a mineralokortikoidoktól és a szexuálszteroidoktól specifikus receptoruk, célsejtjeik és hatásaik különítik el. A kortikoszteroidok közé tartoznak mind a glükokortikoidok, mind a mineralokortikoidok, mivel mindkettő a mellékvesekéregben termelődik: a glükokortikoidok a zona fasciculatában, a mineralokortikoidok pedig a zona glomerulosában.
A kortizol és a kortikoszteron a legfontosabb emberi glükokortikoidok. Az élethez elengedhetetlen, és számos szív- és érrendszeri, metabolikus, immunológiai és homeosztatikus funkcióval bírnak. Különféle szintetikus glükokortikoidok is léteznek; az orvosi gyakorlatban alkalmazzák ezeket egyrészt pótlásul glükokortikoid-hiányban, másrészt az immunrendszer elnyomására.

## Képződés

Szteroidogenezis

A szteroidhormnok a koleszterinből képződnek a mellékvesekéregben.

### Zona glomerulosa
A mellékvesekéreg zona glomerulosájában képződnek a mineralokortikoidok. A koleszterint a dezmoláz pregnenolonná alakítja. A pregnenolonból a 3-β-hidroxi-szteroid-dehidrogenáz (3-β-HSD) enzim progeszteront készít. A progeszteront a 21-hidroxiláz 11-dezoxikortikoszteronná (DOC) alakítja. A 11-ezoxikortikoszteron a 11-β-hidroxiláz enzim által katalizált reakcióban kortikoszteronná alakul. A kortikoszteront a 18-hidroxiláz 18-hidroxi-kortikoszteronná alakítja. Végül a 18-oxidáz segítségével a 18-hidroxi-kortikoszteronból aldoszteron képződik. A 18-hidroxiláz és 18-oxidáz enzimeket közösen aldoszteron-szintáznak is nevezik. A 11-dezoxikortikoszteron és az aldoszteron a legismertebb mineralokortikoidok.

### Zona fasciculata
A mellékvesekéreg zona fasciculatájában képződnek a glükokortikoidok. A 17-ɑ-hidroxiláz enzim a kéreg zona glomerulosájában képződött pregnenolonból 17-hidroxi pregnenolont, míg a progeszteronból 17-hidroxi-progeszteront képez. A 17-hidroxi-pregnenolont a 3-β-hidroxi-szteroid-dehidrogenáz alakítja 17-hidroxi-progeszeronná. A 17-hidroxi-progeszteronból a 21-hidroxiláz enzim 11-dezoxikortizolt készít. A 11-dezoxikortizolt a 11-β-hidroxiláz alakítja kortizollá.

### Zona reticularis
A mellékvesekéreg zona reticularisában képződnek a szexuálszteroidok, más néven nemi hormonok. A zona fasciculatában képződött 17-hidroxi-pregnenolon és 17-hidroxi-progeszteron a 17,20-liáz enzim szubsztátjai, amely előbbit dehidroepiandroszteronná(DHEA), utóbbit androsztendionná alakítja. A dehidroepiandroszteront a 3-β-hidroxi-szteroid-dehidrogenáz androsztendionná, a 17-β-hidroxi-szteroid-dehidrogenáz pedig androsztendiollá alakítja. Az androsztendion a 17-β-hidroxi-szteroid-dehidrogenáz, míg az androsztendiol 3-β-hidroxi-szteroid-dehidrogenáz által katalizált reakcióban alakultesztoszteronná. Az androsztendion és a tesztoszteron is az aromatáz szubsztrátja, mely előbbit ösztronná, utóbbit ösztradiollá alakítja. Az aromatáz aktivitása főleg nőkben jelentős. A tesztoszteront az 5-ɑ-reduktáz alakítja 5-ɑ-dihidro-tesztoszteronná (DHT), mely a férfi nemi hormon leghatékonyabb formája.

## Hatások

### Immunrendszer és vérképzés
A glukokortikoidok a glukokortikoid-receptorhoz kötődve fejtik ki hatásukat:
- fokozzák a gyulladásellenes fehérjék expresszióját (transzaktiválás).
- csökkentik a gyulladásos fehérjék expresszióját (transzrepresszió).

Növelik vörösvértestek és a vérlemezkék számát.
A fehérvérsejtek számát csökkentik. A bazofil és eozinofil granulocyták számának csökkentésével fejtik ki antiallergiás hatásukat. A limfociták számának csökkentésével szupresszálni tudják az immunrendszert. A makrofágok citokintermelésének csökkentésével pedig képesek a gyulladást csökkenteni.

### Anyagcsere
A "glükokortikoid" név abból a régi megfigyelésből származik, hogy ezek a hormonok szerepet játszanak a glükózanyagcserében. Éhező állapotban a kortizol számos folyamatot szabályoz, melyek együttesen felelősek a vércukor megfelelő koncentrációjának fenntartásáért.

#### Perifériás szövetekben katabolikus hatás
- Gátolják a vázizom és a zsírszövet glükózfelvételét a GLUT-4 glükóztranszporterek számának csökkentésével a sejtmembránban.
- Serkentik a zsírszövetben a lipolízist, mely során a neutrális zsírokból glicerin és zsírsavak keletkeznek. A glicerin a glukoneogenezis szubsztrátja lesz, a zsírsavak pedig a β-oxidációban lebontásra kerülnek, és energiát szolgáltatnak.
- A fehérjék proteolízissel történő lebontását serkentik, így glukoplasztikus aminosavakat mobilizálnak, melyek a glukoneogenezis szubsztrátjai lehetnek.

#### Májban anabolikus hatás
- Serkentik a glukoneogenezist. Ezen az útvonalon glükóz szintetizálódik nem szénhidrát prekurzorokból, például citrátkör-intermedierekből, glukoplasztikus aminosavakból, tejsavból, propionsavból és glicerinből.
- Serkentik a glikogenolízist, mely során a glikogénből glükóz keletkezik.
- Serkentik még a trigliceridszintézist, a fehérjeszintézist, a karbamidciklust és a purinszintézist is.

### Fejlődés
Elősegítik a tüdők érését úgy, hogy serkentik a tüdő működéséhez nélkülözhetetlen surfactant faktor termelődését a 2. típusú pneumocytákban. Serkentik a csecsemőmirigy (thymus) érését, majd visszafejlődését. Glükokotikoidok hiányában thymus persistens alakul ki.

### Idegrendszer

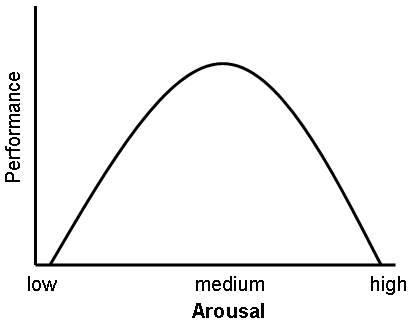
Yerkes-Dodson-görbe

A glükokortikoidok hatással vannak a hippocampusra, az amygdalára és a frontalis lebenyre. Az adrenalinhoz hasonlóan elősegítik az erőteljes - akár pozitív, akár negatív - érzelmekhez kapcsolódó eseményekről való emlékek létrejöttét. Míg a glükokortikoidok vagy a noradrenalin blokkolása megnehezíti az érzelmileg jelentős információ felidézését.
Ezen kívül a glükokortikoidok hatással vannak a figyelemre és a memóriára. A jelenség a Yerkes-Dodson-görbét követi, amely hasonlít egy fordított U-betűre. Tehát hosszú távú emlékek képzéséhez az az optimális, amikor a glükokortikoid-szint közepesen magas; nagyon magas vagy alacsony értékeknél jelentős csökkenés mutatkozik. A magas glükokortikoid-szint - bár segít az érzelmileg jelentős eseményekre való emlékezésben -, gyakran lerontja az érzelmileg közömbös információra irányuló emlékezőtehetséget, és megnehezíti a már korábban tárolt emlékek felidézését. Glukokortikoid-gyógyszerek hosszú távú alkalmazása esetén csökkenés figyelhető meg mind memória, mind figyelem terén a kezelés ideje alatt és kisebb mértékben utána is. Ennek a betegségnek a neve szteroid demencia szindróma.

### Só- és vízháztartás
A glükokortikoidok nagy dózisban mineralokortikoid-hatást idéznek elő. Különböző hámsejtekre hatnak, melyek ennek következtében nátriumiont tartanak vissza, míg kálium- és hidrogéniont szekretálnak. A nátriumion-abszorbcióhoz kapcsoltan nagymértékű víz- és kloridion visszaszívás is történik.

### Vérnyomás
A glükokortikoidok felelősek a vérnyomás szinten tartásáért is. Hiányukban csökken az értónus, így előzmény nélküli hirtelen halálhoz vezethet, melyet thymus persistens kísér.

## Hatásmechanizmus

### Transzaktiváció
A glükokortikoidok céljsejtjeikben a citoszolikus glükokortikoid-receptorhoz (GR) kapcsolódnak. A receptor kezdetben gátló chaperone fehérjével komplexálódva található meg inaktív formában. A glükokortikoid kötődése a receptorhoz a gátló chaperone-fehérjét felszabadítja, és a szteroid-receptor komplex transzlokálódik a sejtmagba. Itt a receptor transzkripciós faktorként felismeri a glükokortikoid-reszponzív elemet, a célgének enhancer-elemét azok promóter régiójában, így szabályozva a génexpressziót. Ez a folyamat transzkripciós aktiváció vagy transzaktiváció néven ismert.
Az így fokozott expressziójú gének által kódolt fehérjék számos funkcióval bírnak, például:
- gyulladásellenes: lipokortin-1, szekretoros leukoproteáz inhibitor, mitogén-aktivált proteinkináz foszfatáz (MAPK-foszfatáz).
- fokozott glukoneogenezis: glükóz-6-foszfatáz, tirozin-aminotranszferáz.

### Transzrepresszió
Az előbbivel ellentétes folyamat a transzkripciós represszió vagy transzrepresszió. A klasszikus értelmezés szerint a glükokortikoid-receptor (GR) a DNS egy olyan régiójához kötődik, amelyhez kötődik egy újabb transzkripciós faktor, így megakadályozva a glükokortikoid-receptor aktiváló hatását.

## Gyógyszertani hatások
Számos szintetikus glükokokortikoidot - mely közül néhány a kortizolnál is hatékonyabb - fejlesztettek ki terápiás célokra. Ezek mind farmakokinetikában, mind farmakodinamikában különböznek. Mivel a bélben könnyedén felszívódnak, többnyire per os (szájon át) alkalmazzák őket, de használják bőrön helyileg is. Több mint 90%-uk különböző plazmafehérjéhez köt, bár eltérő specificitással. Az endogén glükokortikoidok és néhány szintetikus glükokortikoid nagy affinitással kapcsolódik a transzkortin fehérjéhez, és mindegyik kötődik az albuminhoz. A májban gyorsan lebomlanak szulfáttal vagy glükuronsavval konjugálva, és kiválasztódnak a vizelettel.
A glükokortikoidok hatásának erőssége, ideje és mineralokortikoid funkciójuk eltérő. A kortizolt (gyógyszerészeti nevén hidrokortizon) használják alapul a glükokortikoid-hatás összehasonlítására.
Az alábbi adatok szájon át keresztüli alkalmazásra érvényesek. A fludrokortizon-acetát és a dezoxikortizon-acetát hivatalosan mineralokortikoidok, de rendelkeznek kismértékű glükokortikoid-hatással.
| Név                         | Glükokortikoid-hatás | Mineralokortikoid-hatás | Terminális felezési idő (óra) |
| --------------------------- | -------------------- | ----------------------- | ----------------------------- |
| Kortizol (hidrokortizon)    | 1                    | 1                       | 8                             |
| Kortizon                    | 0.8                  | 0.8                     | 8                             |
| Prednizon                   | 3.5–5                | 0.8                     | 16-36                         |
| Prednizolon                 | 4                    | 0.8                     | 16-36                         |
| Metilprednizolon            | 5–7.5                | 0.5                     | 16-40                         |
| Dexametazon                 | 25–80                | 0                       | 36-54                         |
| Betametazon                 | 25–30                | 0                       | 36-54                         |
| Triamcinolon                | 5                    | 0                       | 12-36                         |
| Fludrokortizon-acetát       | 15                   | 200                     | 24                            |
| Dezoxikortikoszteron-acetát | 0                    | 20                      | -                             |

## Terápiás alkalmazás
A glükokortikoidokat kis dózisban alkalmazzák mellékvese-elégtelenségben. Sokkal nagyobb dózisban, szájon át vagy inhalálva használják különféle allergiák, gyulladás és autoimmun betegségek kezelésére. Transzplantáció után is adják immunszupresszánsként, hogy megelőzzék az akut rejekciót és a graft-versus-host-betegséget. Azonban nem akadályozzák meg a fertőzéseket, és lassítják a későbbi regenerációt. Az új felfedezések azt mutatják, hatásos szívelégtelenségben is, mivel fokozza a vese reagálását diuretikumokra és natriuretikus fehérjékre.

### Fiziológiás pótlás
Bármilyen glükokortikoid adható, amely megközelítőleg akkora glükokortikoid-hatással bír, mint a normális kortizol-termelés. Ez körülbelül 6–12 mg/m²/nap hidrokortizon.

### Terápiás immunszupresszió
A glükokortikoidok elnyomják az immunrendszert, legfőképpen limfociták, a B- és T-sejtek számának csökkentésével.
Az immunszupresszió az NFκB gátlásán alapul, melyet a B-sejtekben az immunoglobulin κ-láncának regulátoraként azonosítottak. Az NFκB egy transzkripciós faktor, mely serkenti gyulladásos citokinek, immunreceptorok és sejtadhéziós fehérjék transzkripcióját. Így az NFκB gátlása csökkenti az immunrendszer aktivitását.
A glükokokortikoidok elnyomják a sejtes immunválaszt a IL-1, IL-2, IL-3, IL-4, IL-5, IL-6, IL8 és IFN-γ citokineket kódoló gének transzkripciójának gátlásával. A csökkent citokintermelés csökkenti a T-sejtek proliferációját.
A glükokortikoidok azonban nem csak a T-sejtek proliferációját csökkentik, de azok glükokortikoid-okozta apoptózisához is vezetnek.
A glükokortikoidok a humorális immunválaszt is elnyomják, ezzel humorális immundeficienciát okozva. A B-sejteken az IL-2 és IL-2-receptor csökkent expesszióját okozzák. Ez csökkenti a B-sejtek klonális expanzióját és az aktivált T-limfociták számát.

### Gyulladásellenes hatás
A glükokortikoidok a gyulladás okától függetlenül hatásos gyulladáscsökkentők. Elsődlegesen a lipokortin-1-en keresztül hatnak. A lipokortin-1 egyrészt elnyomja a foszfolipáz A2-t, ezzel blokkolva az eikozanoidok hatását; másrészt megakadályoz számos fehérvérsejtekhez köthető gyulladásos eseményt. Más szóval a glükokortikoidok nem csak elnyomják az immunválaszt, de gátolják a gyulladás két fő termékét, a prosztaglandinokat és a leukotriéneket is. A foszfolipáz A2 és a ciklooxigenázok (COX-1, COX-2) szintjén is gátolják a prosztaglandinszintézist, így kifejtve gyulladásellenes hatásukat.

### Hiperaldoszteronizmus
A glükokorikoidokat használják a primer hiperaldoszterinizmus (Conn-szindróma) kezelésére, azonban szekunder hiperaldoszterinizmusban hatástalanok.

### Rezisztencia

Corticosteroid resistance mechanisms

A glükokortikoidok terápiás alkalmazására való rezisztencia komoly problémát jelenthet. A súlyos asztmás betegek megközelítőleg 25%-a nem reagál a szteroidos kezelésre. Ennek oka lehet genetikai hajam, folyamatos kitétel a gyulladás okozójának (például allergéneknek), glükokortikoidokat kikerülő immunológiai jelenség és farmakokinetikai zavarok.

## Mellékhatások
A jelenleg használt glükokortikoid gyógyszerek nem szelektíven hatnak, ezért hosszú távon kárt tehetnek számos egészséges felépítő folyamatban. Ezt megelőzendő sok kutatás folyik, hogy kifejlesszenek szelektíven ható gyógyszereket.
A mellékhatások között szerepel:
- Immundeficiencia. A glükokortikoidok csökkentik a neutrofil granulociták, a limfociták, a monociták, a makrofágok számát és a bőr anatómiai gátként való funkcióját. Ez súlyos esetben immundeficienciához vezethet, T-sejt-deficienciával, humorális immundeficienciával és neutropéniával.
- Hiperglikémia a fokozott glukoneogenezis, az inzulinrezisztencia és a károsodott glükóztolerancia következményeként. Ezt az állapotot szteroid diabétesznek nevezik.
- Sérülékeny bőr.
- Negatív kalciumegyensúly a belekben való csökkent kalciumfelszívás miatt.
- Szteroid indukálta osteoporosis. Csökkent csontdenzitás, ennek következményeként csontritkulás, csontnekrózis, fokozott hajlamosság a csonttörésre, lassabb gyógyulás csonttörés után.
- Testsúlynövekedés a megnövekedett zsigeri és törzsi zsírlerakódás (centrális elhízás) és a megnövekedett étvágy következtében.
- Hiperkortizolémia hosszú használat és nagy dózis esetén.
- Memóriakárosodás és figyelemzavar.
- Mellékvese-elégtelenség (hosszú használat után, folyamatos megvonás nélkül).
- Izomleépülés (proteolízis), izomgyengeség, csökkent izomtömeg és -regeneráció.
- Zsírlerakódás az arcon, kapillárisok tágulata a bőrben.
- Lipomatosis az epidurális térben.
- Excitátoros hatás a központi idegrendszerben (eufória, pszichózis).
- Anovuláció, rendszertelen menstruációs ciklus.
- Visszamaradás a növésben, kései pubertás.
- Emelkedett aminosavszint a plazmában, fokozott ureaképzés, negatív nitrogénegyensúly.
- Zöldhályog a megnövekedett szemnyomás miatt.
- Szürkehályog.
- Helyileg szteroidfüggőség.

Nagy dózisban a hidrokortizon (kortizol) és a nagy mineralokortikoid-hatással bíró glükokortikoidok mineralokortikoid-hatást is kiválthatnak. Ezt fiziológiásan a mineralokortikoidok célsejtjeiben meggátolja a kortizol gyors lebontása a 11-β-hidroxiszteroid-dehidrogenáz 2 által. A mineralokortikoid-hatás só- és vízvisszatartáshoz, hipertenzióhoz, káliumhiányhoz, metabolikus alkalózishoz és az extracelluláris folyadék felszaporodásához vezethet.

### Megvonás
A fenti hatások mellett az egy hétnél tovább tartó nagy dózisú szteroidhasználat elnyomja a mellékvesék működését, mivel a kívülről bevitt glükokortikoidok negatív visszacsatolás révén gátolják a hipotalamuszban termelődő kortikotropin-felszabadító hormont (CRH) és az agyalapi mirigyben képződő adrenokortikotrop hormont (ACTH). Ezek fiziológiás körülmények között serkentenék a mellékvesekéreg glükokortikoid-termelését. Hosszas elnyomás során mellékvese-atrófia figyelhető meg, és hónapok telhetnek el a terápia után, mire teljesen visszanyeri funkcióját.
A felépülés ideje alatt a páciens stressz hatása alatt mellékvese-elégtelenségre hajlamos. Az elnyomáshoz szükséges dózis és a felépülési idő nagymértékben változik. A klinikai protokollok figyelembe veszik az esetleges mellékvese-szupressziót és a felépüléshez szükséges időt, így minimalizálva a kockázatot a betegre nézve.

## Fordítás
Ez a szócikk részben vagy egészben  a   Glucocorticoid című angol Wikipédia-szócikk ezen változatának fordításán alapul.  Az eredeti cikk szerkesztőit annak laptörténete sorolja fel. Ez a jelzés csupán a megfogalmazás eredetét és a szerzői jogokat jelzi, nem szolgál a cikkben szereplő információk forrásmegjelöléseként.